# 戈爾布諾夫群島
戈爾布諾夫群島是俄羅斯的群島，屬於法蘭士約瑟夫地群島的一部分，由2個島嶼組成，位於維爾切克島以東，行政方面由阿爾漢格爾斯克州負責管轄，最高點海拔高度8米。